# Össjö
Össjö é uma småort (pequena cidade) na comuna de Ängelholm, condado de Escânia, na Suécia.
Em 2005, tinha uma população recenseada de 192 habitantes e uma área de 26 hectares.

## Cidadãos ilustres
- Marie Fredriksson, cantora do duo Roxette
- Arne Thorén, jornalista e diplomata